# Dirk van Foreest (1862-1956)

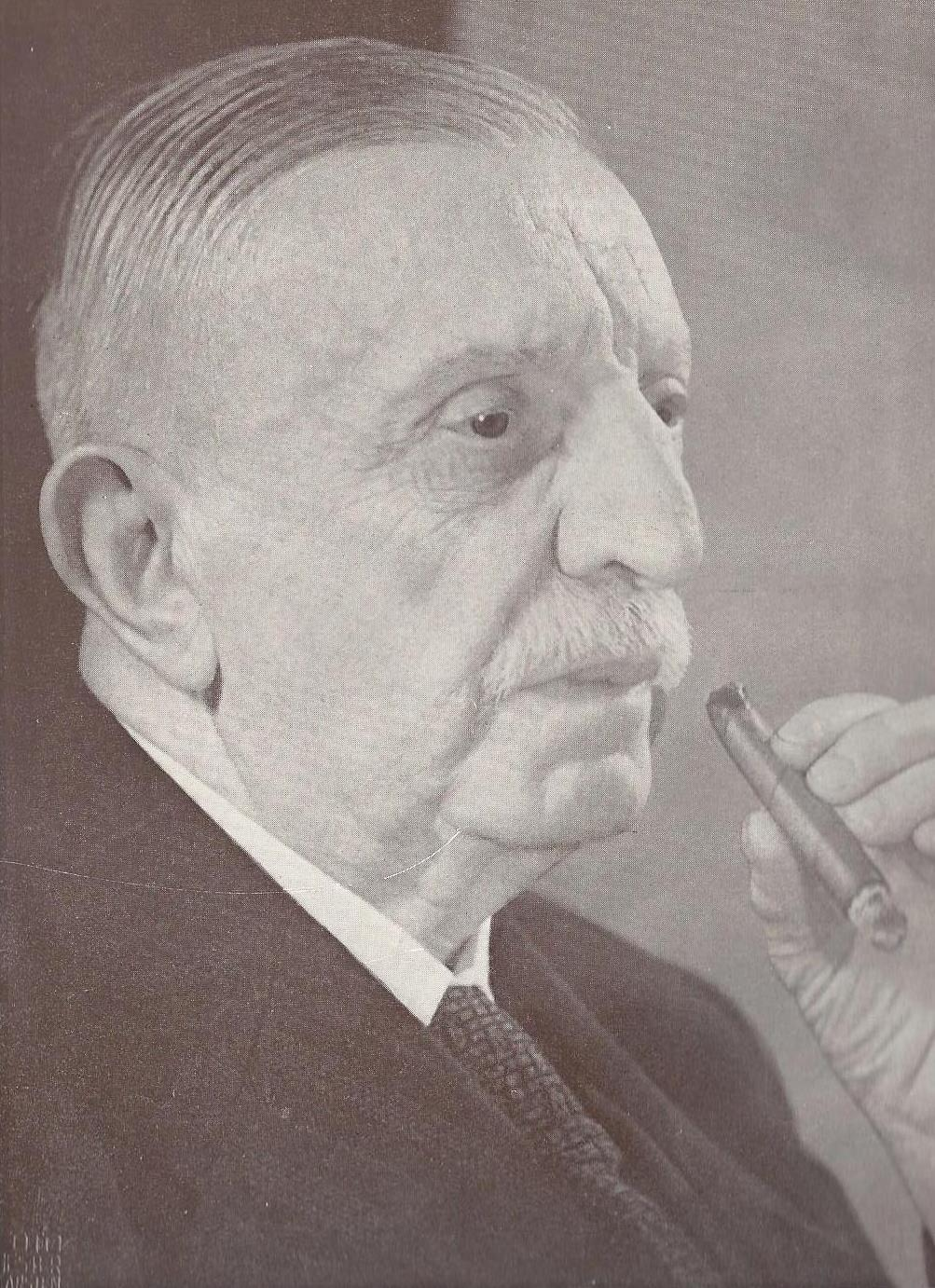
Dirk van Foreest

Jhr. Dirk van Foreest (Haarlemmermeer, 3 mei 1862 - Oosthuizen, 24 februari 1956) was een Nederlandse schaakmeester.

## Biografie
Dirk werd geboren als zoon van Hendrik Albert van Foreest en Engelina Arnoldina Quanjer (1830-1903). Hij was getrouwd met Titia Agatha van Ringh (1860-1922), dochter van Anthonius Henricus en IJbrandia Franses Hoitinga. Zij kregen 6 kinderen: een zoon Hendrik Albert en vijf dochters Engelina Arnoldina (1890-1922), Margaretha Antoinetta (1892-1935), Henrietta Augusta (1893-1986), Titia Agatha (1897-1989) en Bertha Jacoba (1901-1977).
Dirk en zijn broer Arnold Engelinus leerden schaken van hun vader, die volgens Dirk op schaakgebied "minder dan middelmatig" was. Na de overplaatsing van zijn vader naar Wormerveer ging Van Foreest naar de H.B.S. in Zaandam en studeerde vervolgens medicijnen aan de Universiteit van Amsterdam. Op 19-jarige leeftijd werd hij lid van de Amsterdamse schaakvereniging V.A.S., waar hij meteen clubkampioen werd met 32 punten uit 34 partijen. Na zijn afstuderen in 1887 vestigde hij zich als arts in Heemskerk, en later in Oosthuizen. Hij was van 1884 tot 1889 actief als profschaker, en hij won driemaal achtereen het Nederlands schaakkampioenschap, namelijk in 1885, 1886 en 1887. Wegens de drukte op zijn praktijk kon hij dit niet volhouden; wel bleef hij tot op hoge leeftijd bezig met de schaaksport, onder meer door partijen te analyseren voor het bondstijdschrift, en daarnaast hield hij zich bezig met correspondentieschaak. Na zijn pensionering verhuisde hij naar Bussum, waar hij lid werd van het Bussums Schaak Genootschap. Zijn broer Arnold E. van Foreest was ook een sterk schaker; ook hij werd drievoudig landskampioen. Regelmatig speelden ze tegen elkaar op de Schaakclub Utrecht.
Hij rookte naar eigen zeggen minstens 10 sigaren per dag, hoewel hij op oudere leeftijd minderde. Tijdgenoten omschreven Dirk van Foreest als een ernstige, enigszins hoekige man met een welluidende stem, een forse neus, en een donkere baard, die ondanks zijn stroeve verschijning een hartelijk mens was.

## Schaakpartij
Hieronder een voorbeeld van een korte Schotse gambietpartij tussen de twee broers Van Foreest, gespeeld in 1887:
wit: Jhr. A.E. van Foreest - zwart: Jhr. D. van Foreest

1.e4 e5 2.Pf3 Pc6 3.d4 exd4 4.Lc4 Lc5 5.Pg5 Ph6 6.Lxf7+ Pxf7
7.Pxf7 Kxf7 8.Dh5+ g6 9.Dxc5 d5 10.exd5 Te8+ 11.Kd1 Te5 12.Ld2
Txd5 13.Dc4 Le6 14.Dd3 Dd7 15.Kc1 Pe5 16.Dg3 Lf5 17.f4 Dc6
18.Pa3 Pd3+ 19.Kb1 Te8 20.b3 Pc5 21.Pc4 Pe4 22.De1 Pc3+
23.Lxc3 Txe1+ 24.Txe1 dxc3 0-1. Zie diagram.

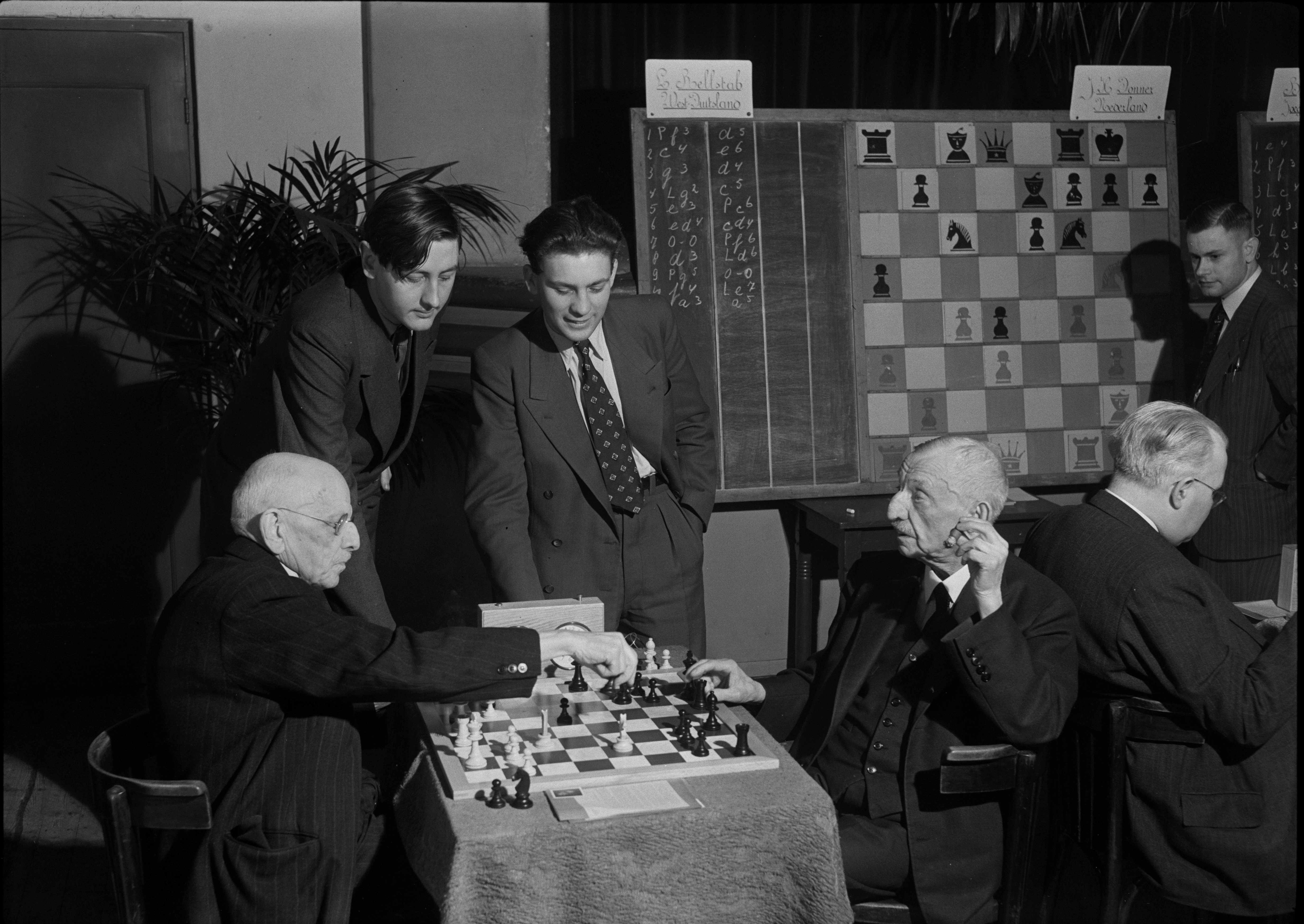
Arnold van Foreest speelt tegen zijn broer Dirk van Foreest (1952!). Donner en Bouwmeester kijken toe.

- International Standard Name Identifier: 0000 0003 9359 0056
- Nederlandse Thesaurus van Auteursnamen: 075075288
- Virtual International Authority File: 287890359
- WorldCat: E39PBJd3GR3W4p6twtG4Q3HV4q